# Repandocosta
Repandocosta is een geslacht van uitgestorven kreeftachtigen uit de klasse van de Ostracoda (mosselkreeftjes).

## Soorten
- Repandocosta aquia (Schmidt, 1948) Hazel, 1967 †
- Repandocosta aranea (Jones & Sherborn, 1887) Hazel, 1967 †
- Repandocosta biornata (Bornemann, 1855) Hazel, 1967 †
- Repandocosta couleycreekensis (Gooch, 1939) Hazel, 1967 †
- Repandocosta hollandica (Kuiper, 1918) Hazel, 1967 †
- Repandocosta paraustinensis (Swain, 1948) Hazel, 1967 †